# Lia van Bekhoven
Lia van Bekhoven (Oosterhout, 5 april 1953) is een Nederlands journaliste, auteur en correspondente voor radio en televisie.

## Biografie
Van Bekhoven groeide op in het Noord-Brabantse Oosterhout. Zij studeerde in 1975 af aan de School voor Journalistiek in Utrecht.
Na haar studies verhuisde ze naar het Verenigd Koninkrijk, waar ze zich in Londen vestigde. Van daaruit is Van Bekhoven correspondent voor verschillende Nederlandstalige media. Haar eerste opdrachtgevers waren de Ikon en Vrij Nederland. Ze werkte voor de GPD-kranten en daarna tot 2007 voor de NOS-radio. In 2007 werd ze onderscheiden met de Herman Wekker Prijs.
Tot haar vaste opdrachtgevers behoren BNR Nieuwsradio, Nieuwsuur, de VRT (zowel radio als televisie), Knack en Elsevier. Naast haar verslaggeving voor radio en televisie verleende zij ook bijdragen aan het weekblad Libelle en aan de Arabische nieuwszender Al Jazeera. Verder is ze af en toe op de BBC en Sky News te zien als commentator op maatschappelijke ontwikkelingen in Nederland.
Ze schreef het boek Klein-Brittannië, dat uitgebracht werd in mei 2022. Onder de titel Van Bekhovens Britten levert zij sinds 2023 in een podcast van BNR Nieuwsradio wekelijks commentaar op ontwikkelingen in het Verenigd Koninkrijk, in tweegesprekken met de Nederlands-Ierse journalist Connor Clerx.
In 2025 trekt ze langs Vlaamse theaterzalen met haar theatervoorstelling ‘Leven (en lijden) met de Britten’.

## Privé
Van Bekhoven woont sinds 1976 in Londen. Haar Britse echtgenoot Martin Davis overleed op 12 augustus 2019. Het echtpaar heeft twee zonen. Van Bekhoven is de zus van gitarist Jac Bico.

## Bestseller 60
| Boeken met noteringen in de Nederlandse Bestseller 60 | Jaar van verschijnen | Datum van binnenkomst | Hoogste positie | Aantal weken | Opmerkingen |
| ----------------------------------------------------- | -------------------- | --------------------- | --------------- | ------------ | ----------- |
| Klein-Brittannië                                      | 2022                 | 11-05-2022            | 20              | 3            |             |